# VR Bank Heilbronn Schwäbisch Hall
Die VR Bank Heilbronn Schwäbisch Hall eG ist eine selbständige, regional tätige Genossenschaftsbank in Baden-Württemberg. Die Bank entstand im Jahre 2021 aus der Fusion der Volksbank Heilbronn eG und der VR Bank Schwäbisch Hall-Crailsheim eG. Ihre beiden Hauptsitze sind in Schwäbisch Hall und Heilbronn.

## Tätigkeit
Die VR Bank Heilbronn Schwäbisch Hall ist eine Universalbank. Mit einer Bilanzsumme von 4.976 Mio. Euro ist sie eine der größten Volks- und Raiffeisenbanken in der Region Baden-Württemberg. Neben dem Universalbankengeschäft gilt die Vermittlung von Immobilien als zweitgrößtes Geschäftsfeld des Finanzdienstleisters. Sie unterstützt und fördert Projekte in ihrem Geschäftsgebiet.

## Organisationsstruktur
Organe der Bank sind der Vorstand und der Aufsichtsrat. Die VR Bank Heilbronn Schwäbisch Hall gehört der Genossenschaftlichen FinanzGruppe Volksbanken Raiffeisenbanken an.

## Geschichte
Die Bank wurde am 5. Dezember 1857 gegründet. Erste Bilanz war 631 Gulden, 18 Kreuzer, 630 Gulden Darlehen und 50 Mitglieder. Am 4. Mai 1871 wurde die Gewerbebank in das Handelsregister, Genossenschaftsregister Nr. 1 eingetragen. Am 17. April 1890 folgte die Eintragung der Gewerbebank als eGmbH in das Genossenschaftsregister des Amtsgerichts von Schwäbisch Hall. Die ersten Geschäftsräume erwarb die Gewerbebank im Jahr 1897, als der „Gasthof zur Traube“ in der Marktstraße 17 in  Schwäbisch Hall  für 64.500 Deutsche Mark erworben wurde. Am 9. Oktober 1897 wurden die Geschäfte in den neuen eigenen Räumen aufgenommen. Mit Wirkung zum 14. Januar 1901 wurde die Bank zur Agentur der Württembergischen Notenbank ernannt und stand somit auch Nichtmitgliedern für den Verkehr mit der Notenbank zur Verfügung. Im März 1940 firmierte die Gewerbebank in Volksbank um. 1957 hatte die Bank 1248 Mitglieder und wies eine Bilanzsumme von 8,8 Mio. DM aus.
Der erste Zusammenschluss mit einer anderen Bank fand im Jahr 1968 statt, als die Volksbank Schwäbisch Hall mit der Volksbank Gaildorf der Stuttgarter Rechenzentrale der württembergischen Genossenschaften fusionierte. 1980 fusionierte die Volksbank Schwäbisch Hall mit der Genossenschaftsbank Gelbingen/Eltershofen, 1991 mit der Genossenschaftsbank Michelbach und der Raiffeisenbank Untermünkheim, 1992 mit der Sulzdorfer Bank und der Raiffeisenbank Braunsbach und 1999 mit der Raiffeisenbank Michelfeld-Biberstal sowie der Raiffeisenbank Mainhardter Wald. Im Jahr 1999 firmierte die Volksbank Schwäbisch Hall zunächst um in Volksbank Raiffeisenbank Schwäbisch Hall, bevor 2002 eine erneute Umfirmierung in VR Bank Schwäbisch Hall und die Fusion mit der Limpurger Bank erfolgte.
2007 hatte die Bank eine Bilanzsumme von 938 Mio. Euro und Einlagen in Höhe von 743 Mio. Euro bei 32.000 Mitgliedern. Die Firmierung VR Bank Schwäbisch Hall-Crailsheim eG erhielt sie 2009, als sie mit der Volksbank Crailsheim fusionierte. Am 2. Juli 2021 wurde rückwirkend zum Jahresbeginn 2021 die Fusion mit der Volksbank Heilbronn vollzogen und die Bank erhielt die Firmierung VR Bank Heilbronn Schwäbisch Hall eG. Eine für 2022 geplante Fusion mit der Raiffeisenbank Hohenloher Land zur VR Bank Heilbronn Schwäbisch Hall Hohenlohe wurde von der Mitgliederversammlung der Raiffeisenbank mit deutlicher Mehrheit abgelehnt.

## Geschäftsgebiet
Nach der Fusion 2021 umfasst das Geschäftsgebiet der Bank folgende Städte und Gemeinden: Bad Friedrichshall, Bad Wimpfen, Braunsbach, Crailsheim, Fichtenau, Gaildorf, Gundelsheim, Heilbronn, Ilshofen, Mainhardt, Michelbach an der Bilz, Michelfeld, Neckarsulm, Oberrot, Obersontheim, Oedheim, Rosengarten, Satteldorf, Schwäbisch Hall, Sulzbach-Laufen, Untereisesheim, Untergruppenbach, Wallhausen, Weinsberg, Wolpertshausen und Wüstenrot.